# Luzzara

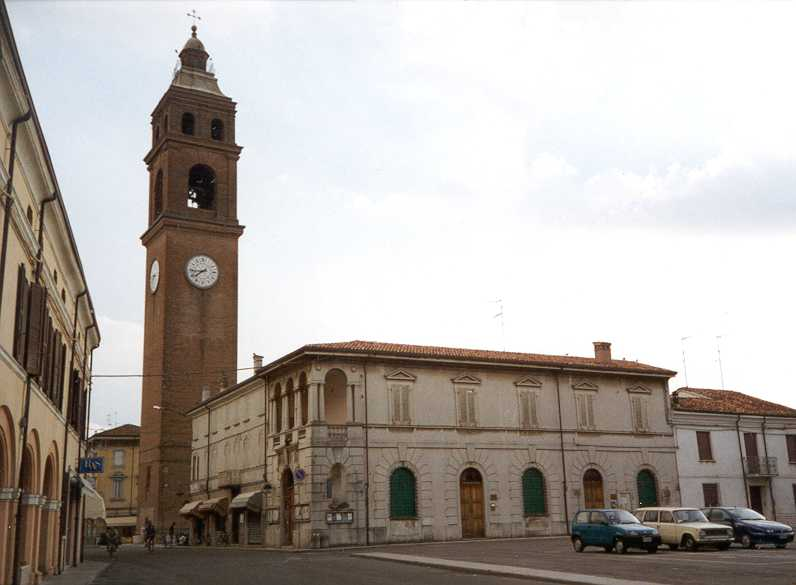
Piazza Enrico Toti in Luzzara mit dem Torre Civica

Luzzara ist eine italienische Gemeinde (comune) mit 8555 Einwohnern (Stand 31. Dezember 2023) in der Provinz Reggio Emilia in der Emilia-Romagna. Die Gemeinde liegt etwa 29 Kilometer nördlich von Reggio nell’Emilia unmittelbar am Po und grenzt an die Provinz Mantua (Region Lombardei), die sog. Oltrepò Mantovano. Luzzara liegt etwa 24 Kilometer südsüdwestlich von Mantua.

## Geschichte
Die antike römische Stadt Nuceria soll von keltischen Barbaren zerstört worden sein, an seiner Stelle wurde später das heutige Luzzara errichtet. 781 taucht der Name erstmals in einem Dokument Karls des Großen auf.

## Wirtschaft und Verkehr
Zahlreiche Maschinenhersteller produzieren in Luzzara. Darunter befindet sich unter anderem die Traktorherstellerfirma Argo. Ein Haltepunkt liegt an der nichtelektrifizierten Bahnstrecke von Parma nach Suzzara.

## Persönlichkeiten
- Gianfrancesco Gonzaga di Luzzara (1488–1524), Adliger
- Maurizio Cazzati (1616–1678), Komponist
- Cesare Zavattini (1902–1989), Drehbuchautor
- Danilo Donati (1926–2001), Kostüm- und Szenenbildner